# Hans Feurer
Hans Feurer (narozený jako Hanspeter Feurer, 22. září 1939, St. Gallen – 16. ledna 2024)  byl švýcarský módní fotograf. Žil a pracoval v Curychu ve Švýcarsku.

## Životopis
Po studiu umění ve Švýcarsku pracoval jako grafik, ilustrátor a umělecký ředitel pro několik reklamních agentur v Londýně. V roce 1966, poté, co koupil Land Rover a odešel do Afriky, se rozhodl nastoupit jako profesionální fotograf. Vrátil se do Londýna, pronajal si studio a začal pracovat na svých fotografiích. Na konci roku 1967 byla jeho práce uznána a jeho profesionální kariéra oficiálně zahájena.

## Fotografie
V roce 1974 Feurer spolupracoval s kalendářem Pirelli a také se slavnými módními časopisy své doby Deutsch Sven a English Nova. Oba časopisy již nevycházejí. V sedmdesátých letech se stal členem časopisecké rodiny Stern spolu s fotografy Helmutem Newtonem, Guy Bourdinem a Petrem Lindberghem. V roce 1983 měl Feurer příležitost fotografovat kampaň pro francouzský luxusní dům Kenzo se známou modelkou Iman. Hans Feurer byl jedním z nejlépe hodnocených fotografů své generace a často publikoval v módních časopisech jako je Vogue, Elle, Numero a Another.

## Výstavy
V roce 2013 nakladatelství Damiani Editore vydalo Feurerovi knihu fotografií, která se koncem září 2013 stala součástí výstavy v pařížském obchodě Colette. V lednu 2014 byl pozván jako čestný host na týden módy do Říma, aby vystavil některé ze svých fotografií. V červnu 2014 představil sérii svých prací v moskevské galerii současného umění RuArts s podporou časopisu Vogue v Rusku.